# IHF-Pokal der Frauen 1984/85
Am IHF-Pokal 1984/85 nahmen 17 Handball-Vereinsmannschaften teil, die sich in der vorangegangenen Saison in ihren Heimatländern für den Europapokal qualifiziert hatten. Bei der 4. Austragung dieses Wettbewerbes, konnte mit dem ASK Vorwärts Frankfurt/O. zum ersten Mal eine Mannschaft aus der DDR den Pokal gewinnen.

## Ausscheidungsrunde
|                    | Gesamt |            | Hinspiel | Rückspiel |
| ------------------ | ------ | ---------- | -------- | --------- |
| KV Sasja Antwerpen | 39:19  | HB Pétange | 27:08    | 12:11     |

## Achtelfinale
|                           | Gesamt |                     | Hinspiel | Rückspiel |
| ------------------------- | ------ | ------------------- | -------- | --------- |
| ASK Vorwärts Frankfurt/O. | 40:37  | CS Rulmentul Braşov | 22:12    | 18:25     |
| TV Lützellinden           | 34:21  | IF AIA-Tranbjerg    | 20:17    | 14:15     |
| RK Trešnjevka Zagreb      | [ 1 ]  | Automobilist Baku   | -:-      | -:-       |
| Kremikowzi Sofia          | 39:40  | Gjerpen IF          | 22:19    | 17:21     |
| Iskra Partizánske         | 51:30  | Redbergslids IK     | 31:10    | 20:20     |
| Vasas Budapest            | 70:12  | KV Sasja Antwerpen  | 29:06    | 41:06     |
| Erkutspor Mersin          | 21:36  | HV Entius           | 11:16    | 10:20     |
| Medes Seguros Onda        | 34:42  | ES Besançon         | 22:19    | 12:23     |

1. ↑  Automobilist Baku kam kampflos weiter

## Viertelfinale
|                   | Gesamt |                           | Hinspiel | Rückspiel |
| ----------------- | ------ | ------------------------- | -------- | --------- |
| Gjerpen IF        | 29:43  | ASK Vorwärts Frankfurt/O. | 18:18    | 11:25     |
| Vasas Budapest    | 44:38  | Automobilist Baku         | 23:15    | 21:23     |
| ES Besançon       | 27:38  | TV Lützellinden           | 17:14    | 10:24     |
| Iskra Partizánske | 54:31  | HV Entius                 | 32:12    | 22:19     |

## Halbfinale
|                           | Gesamt |                 | Hinspiel | Rückspiel |
| ------------------------- | ------ | --------------- | -------- | --------- |
| Iskra Partizánske         | 37:48  | Vasas Budapest  | 21:23    | 16:25     |
| ASK Vorwärts Frankfurt/O. | 57:31  | TV Lützellinden | 25:10    | 32:21     |

## Finale
Das Hinspiel fand am 6. April 1985 in der Budapester Vasas Sportcsarnok und das Rückspiel am 13. April 1985 in der Frankfurter Emst-Kamieth-Halle statt.
|                | Gesamt |                           | Hinspiel | Rückspiel |
| -------------- | ------ | ------------------------- | -------- | --------- |
| Vasas Budapest | 32:36  | ASK Vorwärts Frankfurt/O. | 19:17    | 13:19     |

### Hinspiel
| Vasas Budapest | Vasas Budapest | ASK Vorwärts Frankfurt/Oder | ASK Vorwärts Frankfurt/Oder |
| | Hinspiel Samstag, 6. April 1985 in Budapest (Vasas Sportcsarnok) Ergebnis: 19:17 (11:9) Zuschauer: 1.500 (ausverkauft) Schiedsrichter: Helemejko, Jeziorny ( Polen)                        |                             |                             |
| Mariann Rácz – Zsuzsa Kalmár, Aladárné Krámer, Marianna Gódor, Katalin Gombai, Zsuzsa Balogh, Klára Hajdu, Ildikó Barna, Sándorné Kurucz Trainer: István Hikáde | Ramona Grobmann, Heidrun Quittkat – Katrin Krüger , Evelyn Hübscher, Sibylle Wagner, Ulrike Noßbach, Ardina Tief, Marika Hoffmann, Marion Schulz, Denise Lehmann Trainer: Wolfgang Pötzsch |                             |                             |
| Gódor (8/5) Gombai (6) Kalmár (1) Krámer (1) Balogh (1) Hajdu (1) Kurucz (1)                                                                                    | Krüger (6/4) Wagner (5) Tief (2) Schulz (2) Hübscher (1) Hoffmann (1) |                             |                             |
| 3 | 4 |                             |                             |

### Rückspiel
| ASK Vorwärts Frankfurt/Oder | ASK Vorwärts Frankfurt/Oder | Vasas Budapest | Vasas Budapest |
| | Rückspiel Samstag, 13. April 1985 um 17:00 Uhr in Frankfurt (Oder) (Emst-Kamieth-Halle) Ergebnis: 19:13 (11:7) Zuschauer: 900 (ausverkauft) Schiedsrichter: Daems, Helwegen ( Niederlande)  |                |                |
| Ramona Grobmann – Evelyn Hübscher, Denise Lehmann, Marika Hoffmann, Katrin Krüger , Sibylle Wagner, Ulrike Noßbach, Marion Schulz, Ardina Tief Trainer: Wolfgang Pötzsch | Mariann Rácz – Zsuzsa Balogh, Tünde Hajdu, Zsófia Bényei, Aladárné Krámer, Sándorné Kurucz, Marianna Gódor, Klára Hajdu, Zsuzsa Kalmár, Katalin Gombai, Ildikó Barna Trainer: István Hikáde |                |                |
| Krüger (7/7) Hübscher (3) Wagner (3) Tief (2) Lehmann (1) Hoffmann (1) Noßbach (1) Schulz (1)                                                                            | Gódor (7/4) Gombai (4) Kalmár (2) |                |                |
| 9 | 6 |                |                |